# Державна рада (Франція)

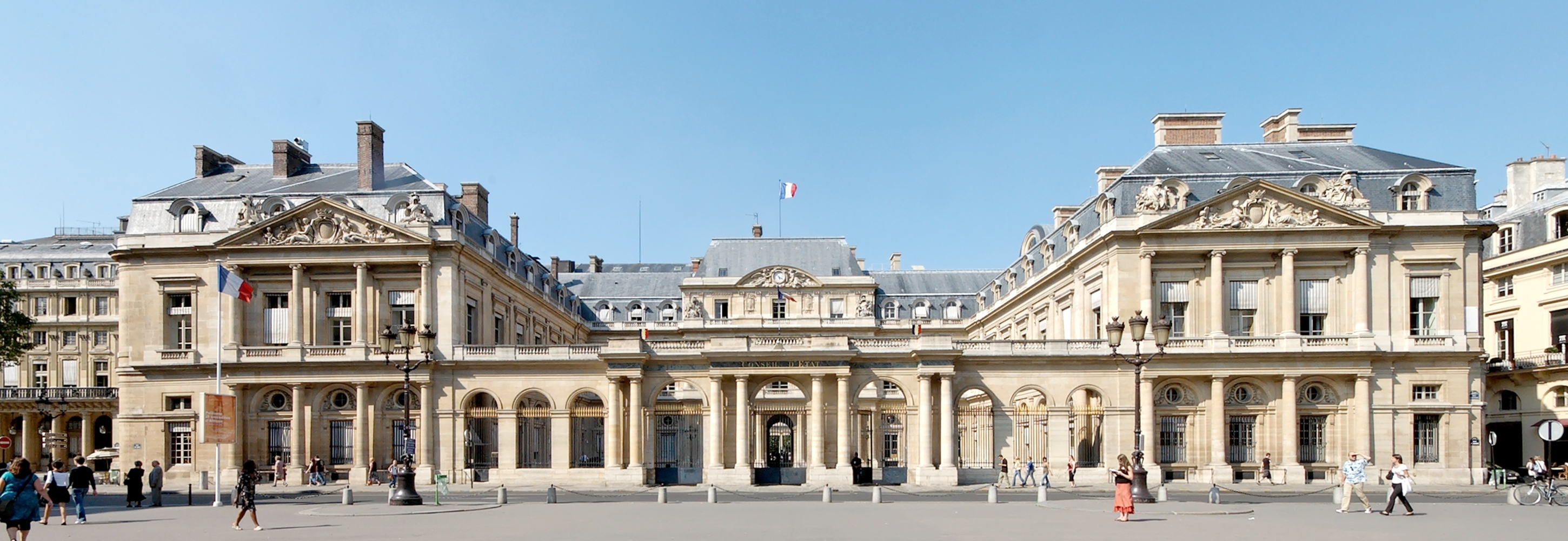
Державна рада Франції знаходиться в палаці Пале-Рояль (Париж)

48°51′48″ пн. ш. 2°20′13″ сх. д. / 48.863333333333° пн. ш. 2.3369444444444° сх. д.
Державна рада (фр. Conseil d État) — дорадчий орган французького уряду та вищий адміністративний суд Французької республіки.

## Історія
Державна рада — інституція, що існує у Франції з наполеонівських часів. Вона була заснована 13 грудня 1799 року, безпосередньо після державного перевороту 18 брюмера, самим Наполеоном, що був на той час Першим консулом.
Сьогодні Державна рада Французької республіки знаходиться в палаці Пале-Рояль в Парижі. За традицією, на місце в Державній раді, як правило, можуть претендувати найуспішніші випускники Національної школи адміністрації. Президентом Державної ради є прем'єр-міністр Франції, проте фактично роботою ради керує віце-президент. Віцепрезидент Державної ради, за протоколом, є найвищим державним службовцем Французької республіки. З 2006 року посаду віце-президента Державної ради обіймає Жан-Марк Сове (Jean-Marc Sauvé), який замінив на цій посаді Рено Денуа де Сен-Марка.